# Terremoto de Papúa Nueva Guinea de 2023
El terremoto de Papúa Nueva Guinea de 2023 fue un terremoto de magnitud 7,1 que sacudió 38,3 km al este-sureste de Ambunti en la provincia de Sepik Oriental, Papúa Nueva Guinea el 3 de abril de 2023 a las 04:04 hora local.

## Entorno tectónico
La isla de Nueva Guinea se encuentra dentro de la compleja zona de colisión entre las placas australiana y del Pacífico. Dentro de este escenario general, la tectónica activa del norte de Papúa Nueva Guinea está dominada por los efectos de la colisión continua entre el terreno del arco insular de Huon-Finisterre con el borde del margen continental australiano. El acortamiento general se concentra en dos zonas de fallas de cabalgamiento, la zona de falla de Ramu-Markham, que forma el límite suroeste del terreno Huon-Finisterre, y el cinturón de cabalgamiento de las Tierras Altas, que se encuentra más al suroeste y deforma el margen australiano. La pared colgante del sistema de cabalgamiento Ramu-Markham está dividida por múltiples fallas de rumbo. La orientación de estas fallas, paralelas a la dirección del corrimiento, sugiere que acomodan la distorsión del bloque Huon-Finisterre. La mayor parte de la sismicidad en el norte de Papúa Nueva Guinea está asociada con el sistema de fallas de Ramu-Markham, con un número menor de terremotos que ocurren en las fallas de deslizamiento y en el cinturón de empuje de las Tierras Altas.

## Terremoto
El terremoto tuvo un mecanismo focal correspondiente a una falla de deslizamiento por inmersión. El Servicio Geológico de los Estados Unidos informó que la magnitud del terremoto fue de 7,0, mientras que GEOSCOPE informó que el terremoto fue de 7,2 a una profundidad de 39 km, mientras que el GCMT informó que el evento fue de 7,1. Según PAGER, el terremoto causó sacudidas dañinas de intensidades V a VII en las localidades de Ambunti, Angoram, Wewak, Aitape, Porgera y Wabag, sumando una población total de alrededor de 1,12 millones de habitantes. Los temblores leves del terremoto también se sintieron en la vecina Indonesia, con una intensidad de III en Keerom y Jayapura, y de II a III en Nabire y Merauke.

## Daños y bajas
Los seis distritos de la provincia de Sepik Oriental se vieron afectados. Más de 874 viviendas resultaron dañadas o destruidas por el terremoto, incluidas 52 en Ambunti, más de 50 en Wewak y 542 en Angoram, y se produjeron daños en 23 aldeas alrededor del epicentro. Hubo al menos ocho muertos y decenas de heridos. Las muertes incluyeron cuatro en Angoram, una en Yangoru, dos en el distrito de Wosera-Gawi y otra muerte en Wewak. En la aldea de Korogu, se derrumbaron tres casas y muchas personas resultaron heridas. También se reportaron deslizamientos de tierra en las áreas afectadas, y profundas fisuras en el lago Chambri, donde se ubicó el epicentro. Al menos dos personas resultaron heridas y 178 casas fueron destruidas en Karawari, al sureste del epicentro. Tres casas fueron destruidas en Karambit. Se reportaron daños menores a edificios en las provincias vecinas de Enga y las Tierras Altas Occidentales.